# Đề đốc (chức quan xưa)
Đề Đốc (chữ Hán: 提督, tiếng Anh: Provincial Military Commander) là một chức võ quan nắm giữ binh quyền một tỉnh thời Nguyễn, trật Chánh nhị phẩm. Cấp trên của Đề đốc là Đô Thống chưởng phủ sự, tức một trong 5 vị Ngũ quân Đô thống (Trung quân, Tiền quân, Hậu quân, Tả quân, Hữu quân) nắm quyền quân đội.
Chức Đề đốc đã được áp dụng tại Việt Nam từ thời Hồng Đức.  Thời Nguyễn, theo phép chia quân, Đề đốc chỉ huy một doanh, khoảng 2.500 đến 4.800 lính.  Ở các miền duyên hải, Đề đốc được đặc chức là Thủy sư đề đốc.  Tại kinh đô Huế phủ Thừa Thiên, do là khu kinh đô, nên không đặt Tổng đốc, Đề đốc được đặc chức là Kinh thành Đề đốc (kiêm lý sự vụ phủ Thừa Thiên), dưới là 1 quan phụ tá Phủ Doãn, 1 Phủ Thừa và 2 ty là Tả thừa và Hữu thừa.
Thời Nguyễn Gia Long, Đề đốc là vị võ quan đứng đầu một tỉnh điều hành binh bị.  Thời Nguyễn Minh Mạng, Lãnh binh thay thế Đồ đốc là vị võ quan đứng đầu một tỉnh các tỉnh.  Nhưng tại các tỉnh trọng yếu như Hà Nội, Đề đốc vẫn là võ quan cao nhất tỉnh, với hai phụ tá là Lãnh binh và phó Lãnh binh điều hành binh bị.

## Các vị quan Đề đốc Việt Nam nổi tiếng
Trong lịch sử triều Nguyễn, Tạ Hiện (Đề đốc quân vụ Bắc Kỳ) được biết đến là một lãnh tụ phong trào Cần Vương chống Pháp.
Trong trận thất thủ thành Hà Nội năm 1882, Đề đốc Lê Văn Trinh lại được biết đến là một trong các vị quan ăn thề với quan Tổng đốc Hoàng Diệu giữ thành Hà Nội, nhưng đã bỏ thành, cùng với nhiều vị quan khác, trốn chạy trước sức tấn công của quân Pháp.